# Marnixstraat (Haarlem)
De Marnixstraat is een straat in de Noord-Hollandse stad Haarlem. De straat is gelegen in de wijk Ter Kleefkwartier onderdeel van het stadsdeel Haarlem-Noord. De straat begint bij de Kleverlaan en eindigt bij de Zaanenlaan en het Marnixplein.
De straat werd omstreeks 1920 aangelegd, te samen met de ontwikkeling van de Bomenbuurt. Ter plaatse van de straat bevond zich een oude sloot die diende ter afwatering van de direct ten oosten gelegen strandwal.

## Naamgeving
Per raadsbesluit werd de straat op 16 november 1921 de naam Marnixstraat gegeven, vernoemd naar Filips van Marnix van Sint-Aldegonde. Eerdere voorstellen waren de Toledostraat naar Toledo opperbevelhebber tijdens het Beleg van Haarlem en de Steenbachstraat naar Jacob van Steenbach een der kapiteins van de Duitse hulptroepen in dienst van de Prins tijdens de Tachtigjarige Oorlog. Per raadsbesluit van de gemeente Schoten werd op 17 oktober de naam Verlengde Marnixstraat vastgesteld voor het Schotense gedeelte van de straat. Toen in 1928 ook dit gedeelte binnen Haarlem kwam te liggen, werd het vernoemd tot simpelweg Marnixstraat.

## Bebouwing
Aan het begin van de straat staat het uit 1921 daterende rijksmonumentale gebouwencomplex Huis ter Cleeff ontworpen door J.B. van Loghem. De naam van dit complex verwijst naar het aan de overkant, en inmiddels in de Haarlemmer Kweektuin gelegen Huis ter Kleef, een ruïne van een middeleeuws kasteel. Aan de westzijde van de straat vindt men ook de Schoterveenpolder met Schoterveense Molen. In dit gebied is het oorspronkelijke maaiveld niveau goed terug te vinden. Verder naar het noorden begint de bebouwing van eerst de Kweektuinbuurt en daarna de Bomenbuurt. De bebouwing langs dit gedeelte van de straat dateert uit de periode 1927-1931.

## Varia
- Op het hoogtepunt van zomerstorm Poly die op 5 juli 2023 door Nederland raasde viel een boom op een auto, hierbij overleed een 51-jarige vrouw.[3] Op 21 maart 2024 werd een gedenksteen bij de plek van het noodlottig ongeval geplaats ter ere van het slachtoffer.[4]